# Ølsemagle Kirke
Ølsemagle Kirke er en kirke på Ølsemagle Kirkevej i Ølsemagle.
Kirken har vekslet mellem at være selvstændigt pastorat og anneks til Køge Kirke, indtil den i 1663 blev tilknyttet Lellingegård, som i 1720 blev indlemmet i Vallø grevskab. Kirken forblev under Vallø Stift indtil starten af 1900-tallet, hvor Køge Kommune erhvervede den. Siden 1909 har den været selvejende.

## Historie
De ældste dele af kirken stammer fra en romansk kirke betående af et skib og et kor adskilt af en triumfvæg. Den var opført i tilhugne kridtkvadre, og havde fladt træloft. I dag er kun langvæggene bevaret. Omkring 1300 er blev skibet forsynet med to krydshvælv, og samtidig blev murene forhøjet med et 30 cm kridtstensskifte.
Omkring 1400 blev bygningen forlænget både mod øst og mod vest. Hvad der skete først lader sig ikke afgøre. Mod øst blev triumfmuren og det romanske kor fjernet, og bygningen forlænget med et kor i samme bredde og højde som skibet. Murene er nederst af kridtsten, mens den øverste del og gavltrekanten er i munkesten. Det indre er dækket af et krydshvælv. Vestforlængelsen svarer stort set til østforlængelsen i materialer og udformning.
Våbenhuset er sandsynligvis fra omkring 1450 og opført foran syddøren i munkesten på en kampestenssyld. Senere i middelalderen er der blevet forhøjet med 15 skifter. Det indre er dækket af et fladt loft.
Tårnet anses for at være fra anden halvdel af 1400-tallet. Ved tilbygningen blev vestforlængelsens gavltrekant fjernet og der blev lavet en spidsbuet arkadegennembrydning i muren. Den nederste del af tårnet, op til skibets tagkant, er muret primært i kridtsten ovenpå en syld af grov kamp, den resterende del, op til taggesimsen, er bæltemuret i kridt og munkesten, mens gesims og gavle er i munkesten. Tårnet har samme bredde som skibet.
Kapellet på nordsiden blev sandsynligvis opført omtrent samtidigt med tårnet. Det er i munkesten som veksler mellem røde og næsten sorte sten, men uden noget mønster. Det står på en syld af store rå kampesten foran skibets norddør. Det er ikke bygget helt vinkelret på skibet. Kapellet er forbundet til kirkerummet med en spidsbuet arkadeåbning, som blev tilmuret i 1891, da man begyndte at bruge rummet som ligkapel. Senere blev rummet brugt som oplagsplads. Under en restaurering i 1984 opdagede man at der var kalkmalerier i krydshvælvet. Da man ikke havde råd til at restaurere dem, blev de forseglet af Nationalmuseet. I 2003 blev arkadebuen til kirken igen åbnet, og ved byggearbejdet faldt noget af forseglingen ned, så dele af kalkmalerierne nu er synlige.
Sakristiet på nordsiden af østforlængelsen er ligesom kapellet af munkesten på en syld af rå kamp. Det stammer fra begyndelsen af 1500-tallet. Indvendig dækkes det af et krydshvælv. Det er i dag indrettet til arbejdsrum for præsten.

## Kirkebygningen
Langhusets kridtstensmure står i dag med okkergul puds, mens dets trekantgavl i øst og alle tilbygningerne står i ubehandlet sten. Hele bygningen er tækket med røde tegl. Trappehuset på tårnets sydside følger på den øverste del tårnets veksling mellem kridtsten og munkesten, men omkring døren er kridtstenene tilsyneladende senere erstattet af munkesten.
Ud over den lille tårndør er der to indgange til kirken, i våbenhusets sydgavl og i kapellets nordgavl. Begge er af nyere dato og rundbuede. Våbenhusets dør har en enkel sandstensportal. Kapellets dør er ikke centreret på gavlen, hvilket tydeliggøres af et lille blændet vindue umiddelbart over døren, som er centreret. De spidsbuede vinduer med jernsprosser i langhuset – tre i sydmuren, to i nordmuren – og i kapellets sidemure er er nyere dato. Det gælder og de mindre vinduer i samme stil som sidder i våbenhusets sidevægge og sakristiets nordgavl samt tårnets vestmur. Endelig er der et lille rundbuet vindue i korets østgavl. I sakristiets østmur ses spor efter et tilmuret fladbuet vindue og samme fladbue findes over vinduet i nordgavlen. Vinduet på tårnets vestside er indpasset til en større fladbuet munkestenskarm. På tårnets sydside se et tilmuret fladbuet vindue i første stokværk, og på nordsiden spor efter et mindre tilmuret vindue i mellemstokværket. Klokkestokværket har dobbelte fladbuede glamhuller på vest- syd- og østsiden, mens nordsiden har et enkelt, bredere, fladbuet glamhul.
Af bygningens seks kamtakgavle er det kun de to på tårnet, som er ens. De øvrige har hver deres individuelle mønster af højblændinger.

## Interiør
Tårnrummet er inddraget i kirkerummet via en spidsbuet arkadeåbning, således at skibet bliver fire fag langt. Arkadeåbningen til kapellet er i dag lukket af en moderne glasvæg med glasdøre i, for at undgå at opvarme kapellet, af hensyn til de forseglede kalkmalerier. Vægge og hvælv er hvidkalkede. Gulvet er belagt med gule klinker. Under dette fandt man under restaureringen i 1984 tre ældre gulve af forskellige teglmaterialer oven på et stampet lergulv.
Kirkens stolestader er ensartet stafferet i grønne, grå og brune nuancer, men varierer en del i udseende. I tårnrummet har de glatte gavle med et rundbuet topstykke udskåret som en ibskal. Stolene er uden låger. Disse er de ældste, fra før 1600. De øvrige gavle deler sig i to typer: halvdelen har dobbelte skælpilastre, resten har en enkelt kanneleret pilaster. De har alle et arkitektonisk topstykke med en lille trekantgavl med fod- og topspir, omend proportionerne varierer mellem de to typer. Stole med disse gavle har låger, nogle udsmykket med arkadefelter, andre med enkle rektangulære felter.
Altertavlen er er renaissancearbejde fra omkring 1600. Den er af katekismustypen, dvs med skriftfelter i stedet for billeder. Den er arkitektonisk opbygget med fire korinthiske storsøjler på et postament, bærende en gesims over hvilken der er en kvartrund baldakin med en frise og øverst et topstykke. Midterfeltet flankeres af storvinger. Søjlernes tredeling af midterfeltet går igen i postament, gesims og frise, som alle har tre skriftfelter. Midterfeltets to sidefelter er hver etagedelt i to arkadefelter, mens midterfeltet er et stort arkadefelt.
Maleren Magnus Jacobi har i 1658 indridset sin signatur i altertavlen. Derudover kender man til en restaurering i 1831, en egetræsådring i 1859 og en hovedistandsættelse i 1943. Tavlen står i dag stafferet i farver som domineres af brun, sort og guld. Frakturindskrifterne er alle i guld på sort baggrund. En gipsfigur af Thorvaldsens Kristus som tidligere sad foran storfeltet blev først flyttet til væggen ind mod kapellet, og da denne blev genåbnet, flyttet til kapellets nordvæg, over døren.
Prædikestolen er et enkelt stykke snedkerarbejde udført af to svende på A. Hansens værkted i 1820, ifølge en blyantsindskrift på stolens bund. Kurven har fem fag af en ottekant, hver med en profileret fyldning. Den står på en ottekantet fod, og over den hænger en flad ottekantet lydhimmel. Den er stafferet i samme stil som stolestaderne, dog med en mørkere grøn kulør. Øverst og nederst på kurven samt på lydhimmelen er der et bånd med frakturindskrift i guld på sort baggrund.
Døbefonten har en halvkugleformet kumme dekoreret med indridsede arkadebuer og arkantusblade. Den er udført i gotlandsk kalksten omkring 1300. Den hviler på et cylindrisk skaft med en kegleformet fod. Fonten står i tårnrummet, og har sikkert altid stået dér. Dette bestyrkes af, at foden i mange år var skjult under gulvbelægningen, idet man ikke har løftet fonten, når man har fornyet belægningen, men bare lagt den uden om skaftet. Først i 1984 genopdagede man foden, og hævede fonten så den blev frilagt.
Det er to dåbsfade til fonten. Det ældste er i messing og stammer fra Tyskland omkring 1550-75. Det blev doneret til kirken i 1740. Det andet er fra 1619 og i tin. Et fladt trælåg dekoreret med udskæringer bruges til at dække fonten, når den ikke er i brug.
Kirkens orgel er placeret op ad vestforlængelsens nordvæg. Det er en enkelt instrument med seks stemmer fordelt på ét manual og pedal. Det er fremstillet af Frederiksborg Orgelbyggeri i 1974. Kilderne nævner ingen tidligere orgler.
Midt i kirkerummet hænger et kirkeskib, en model af skoleskibet Georg Stage som er skænket til kirken af en beboer i sognet og ophængt i 1964.

## Kalkmalerier
Ud over kalkmalerierne i kapellets hvælving har man også fundet tre cirkulære dekorationer i den oprindelige kirkes østfags hvælving.
Da kalkmalerierne i kapellet ikke er blevet fuldt afdækket og restaureret, er de ikke beskrevet i litteraturen. I de områder, hvor forseglingen er faldet af, kan man på nordkappen udskille en korsfæstelsesscene.

## Gravminder
I sakristiets gulv ligger en gravsten over Peder Hansen, som var præst i Lellinge og Ølsemagle. Han døde 1654.
Under restaureringen i 1984 fandt man spor efter flere grave under kirkegulvet, bland andet rester af en kridtstenssarkofag, som er dateret til omkring 1250. Den blev registreret og dækket til igen.
Kirken er omgivet af en aktiv og stadig voksende kirkegård. Muren på sydsiden og den sydlige del af vestmuren står stadig på den middelalderlige syld af store kampesten, men da trykket fra det højere jordniveau på indersiden truede med at vælte munkestensmuren, har det været nødvendig at mure den om i nyere tid.

## Eksterne kilder og henvisninger
- Wikimedia Commons har flere filer relateret til Ølsemagle Kirke
- Ølsemagle Kirke hos KortTilKirken.dk
- Ølsemagle Kirke i bogværket Danmarks Kirker (udg. af Nationalmuseet)